# Mandevilla bracteata
Mandevilla bracteata är en oleanderväxtart som först beskrevs av Carl Sigismund Kunth, och fick sitt nu gällande namn av Carl Ernst Otto Kuntze. Mandevilla bracteata ingår i släktet Mandevilla och familjen oleanderväxter. Inga underarter finns listade i Catalogue of Life.